# Say My Name (canción de David Guetta, Bebe Rexha y J Balvin)
«Say My Name» es una canción del DJ y productor francés David Guetta junto a la cantante estadounidense Bebe Rexha y el cantante colombiano J Balvin. Esta fue lanzada para el álbum 7 de Guetta el 26 de octubre de 2018, pero oficialmente enlistada como canción del álbum en septiembre de 2018.

## Trasfondo
El lanzamiento que fue reportado por Spotify de Latinoamérica en julio de 2018 que Guetta era para una colaboración con Demi Lovato y J Balvin, pero el mánager de Guetta, Jean-Charles Carre, anunció en Instagram que la canción no iba a ser lanzada, en su lugar Guetta lanzaría una colaboración con Anne-Marie. El mes siguiente, Guetta anunció su álbum 7 y la canción presentada en el listado de pista como colaboración con Bebe Rexha y Balvin.

## Listas

### Lista semanal
| Listas (2018)                               | Mejor posición |
| ------------------------------------------- | -------------- |
| Argentina (Argentina Hot 100)               | 50             |
| Australia (ARIA)                            | 70             |
| Austria (Ö3 Austria Top 40)                 | 25             |
| Bélgica (Flandes) (Ultratop 50)             | 23             |
| Bélgica (Valonia) (Ultratop 50)             | 10             |
| Canadá (Canadian Hot 100)                   | 65             |
| Colombia (National-Report)                  | 61             |
| Finlandia (OFC)                             | 13             |
| France (SNEP)                               | 12             |
| Alemania (Media Control AG)                 | 30             |
| Greece International Digital Singles (IFPI) | 53             |
| Hungría (Dance Top 40)                      | 3              |
| Hungría (Rádiós Top 40)                     | 27             |
| Ireland (IRMA)                              | 58             |
| Italy (FIMI)                                | 79             |
| Lebanon (Lebanese Top 20)                   | 2              |
| Países Bajos (Dutch Top 40)                 | 7              |
| Países Bajos (Mega Single Top 100)          | 10             |
| New Zealand Hot Singles (RMNZ)              | 10             |
| Noruega (VG-lista)                          | 37             |
| Polonia (Polish Airplay Top 100)            | 4              |
| Romania (Airplay 100)                       | 4              |
| Russia Airplay (Tophit)                     | 43             |
| Eslovaquia (Rádio Top 100)                  | 11             |
| Slovenia (SloTop50)                         | 17             |
| Spain (PROMUSICAE)                          | 18             |
| Spain (LOS40 (España))                      | 1              |
| Suecia (Sverigetopplistan)                  | 30             |
| Suiza (Schweizer Hitparade)                 | 14             |
| Reino Unido (UK Singles Chart)              | 91             |
| Reino Unido (UK Dance Chart)                | 12             |
| Venezuela (National Report)                 | 20             |

### Listas anuales
| Lista (2018)                | Posición |
| --------------------------- | -------- |
| Países Bajos (Dutch Top 40) | 89       |

## Certificaciones
| País        | Organismo certificador | Certificación | Ventas certificadas | Ref.   |
| ----------- | ---------------------- | ------------- | ------------------- | ------ |
| Alemania    | BVMI                   | Oro           | 200 000             | [ 36 ] |
| Austria     | IFPI Austria           | Oro           | 15 000              |        |
| Bélgica     | BEA                    | Oro           | 10 000              |        |
| Canadá      | Music Canada           | Platino       | 80 000              |        |
| España      | PROMUSICAE             | Platino       | 40 000              |        |
| Francia     | SNEP                   | Diamante      | 333                 |        |
| Italia      | FIMI                   | Platino       | 50 000              |        |
| México      | AMPROFON               | Oro           | 30 000              | [ 37 ] |
| Noruega     | IFPI Norway            | Gold          | 30 000              |        |
| Polonia     | ZPAV                   | 2x Platino    | 40 000              |        |
| Portugal    | AFP                    | Gold          | 5 000               |        |
| Reino Unido | BPI                    | Plata         | 200 000             |        |